# ماكس فولكنير
ماكس فولكنير (بالإنجليزية: Max Faulkner)‏ هو ممثل بريطاني، ولد في 1931 في المملكة المتحدة، وتوفي بنفس المكان في 13 فبراير 2010.

## وصلات خارجية
- ماكس فولكنير على موقع IMDb (الإنجليزية)
- ماكس فولكنير على موقع قاعدة بيانات الفيلم (الإنجليزية)